# Rohozec (okres Brno-venkov)
Rohozec (v horském nářečí Ruhuzec, německy Rohosetz) je obec v okrese Brno-venkov v Jihomoravském kraji. Rozkládá se v Boskovické brázdě, přibližně 6 kilometrů severovýchodně od Tišnova, v katastrálním území Rohozec u Tišnova. Žije zde 238 obyvatel.

## Název
Jméno vesnice původně znělo Rohoz a bylo totožné s obecným rohoz - "rákos". Od roku 1259 doložena zdrobnělina Rohozec. V lidové mluvě vznikl zkrácený tvar Rózec, který byl následně upravován na zdánlivě správné Rózdec, Rohozdec či ojediněle i Rohozelec.

## Historie
První zmínka o obci pochází z roku 1240.

## Obyvatelstvo
| Rok            | 1869 | 1880 | 1890 | 1900 | 1910 | 1921 | 1930 | 1950 | 1961 | 1970 | 1980 | 1991 | 2001 | 2011 | 2021 |
| -------------- | ---- | ---- | ---- | ---- | ---- | ---- | ---- | ---- | ---- | ---- | ---- | ---- | ---- | ---- | ---- |
| Počet obyvatel | 226  | 255  | 268  | 249  | 275  | 285  | 272  | 277  | 266  | 254  | 263  | 233  | 217  | 222  | 223  |
| Počet domů     | 31   | 35   | 37   | 38   | 43   | 47   | 53   | 65   | 60   | 62   | 63   | 69   | 71   | 80   | 86   |

Vývoj počtu obyvatel

## Pamětihodnosti
- Kaple svatého Cyrila a Metoděje
- Pomník padlých v první světové válce

## Galerie

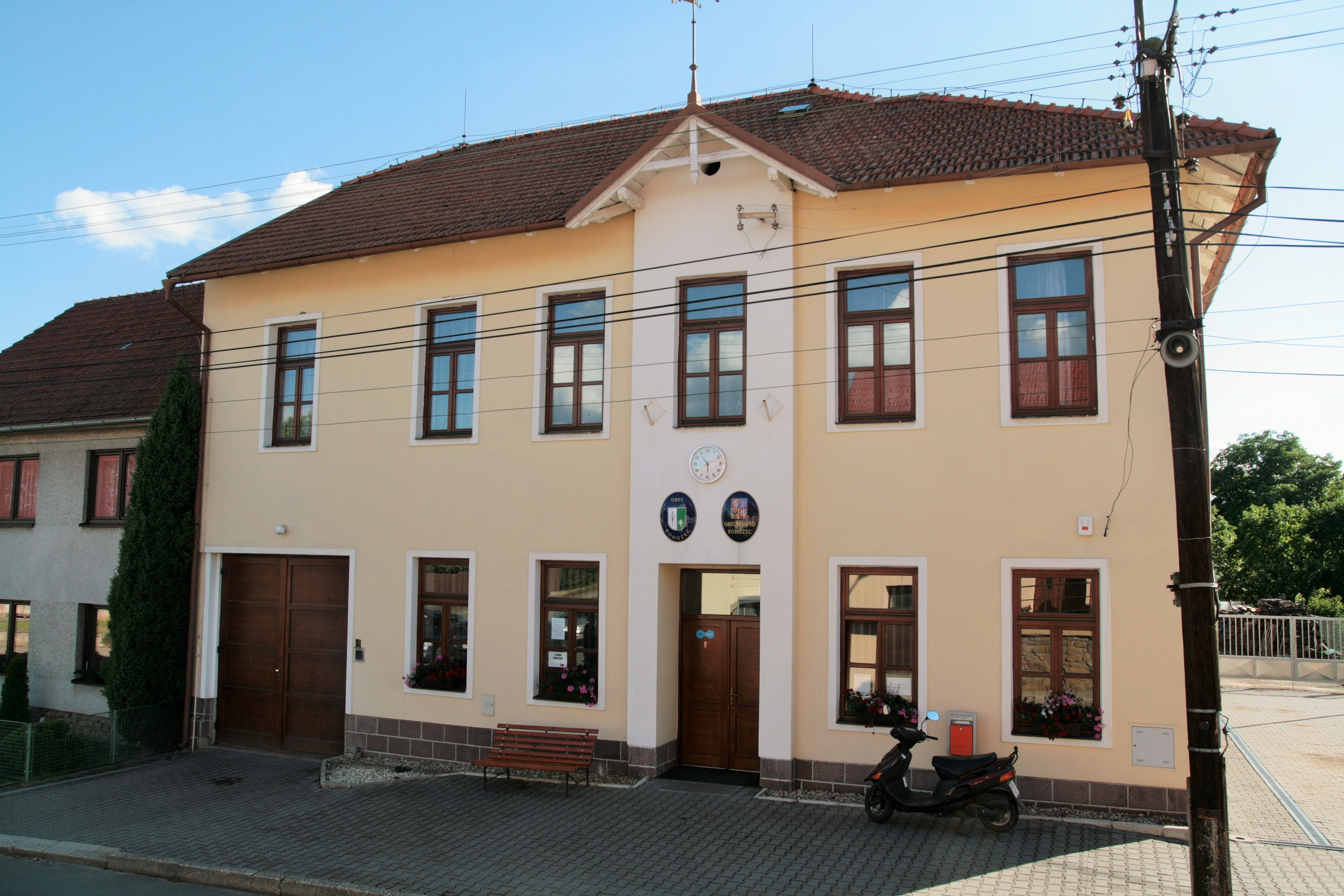
Obecní úřad
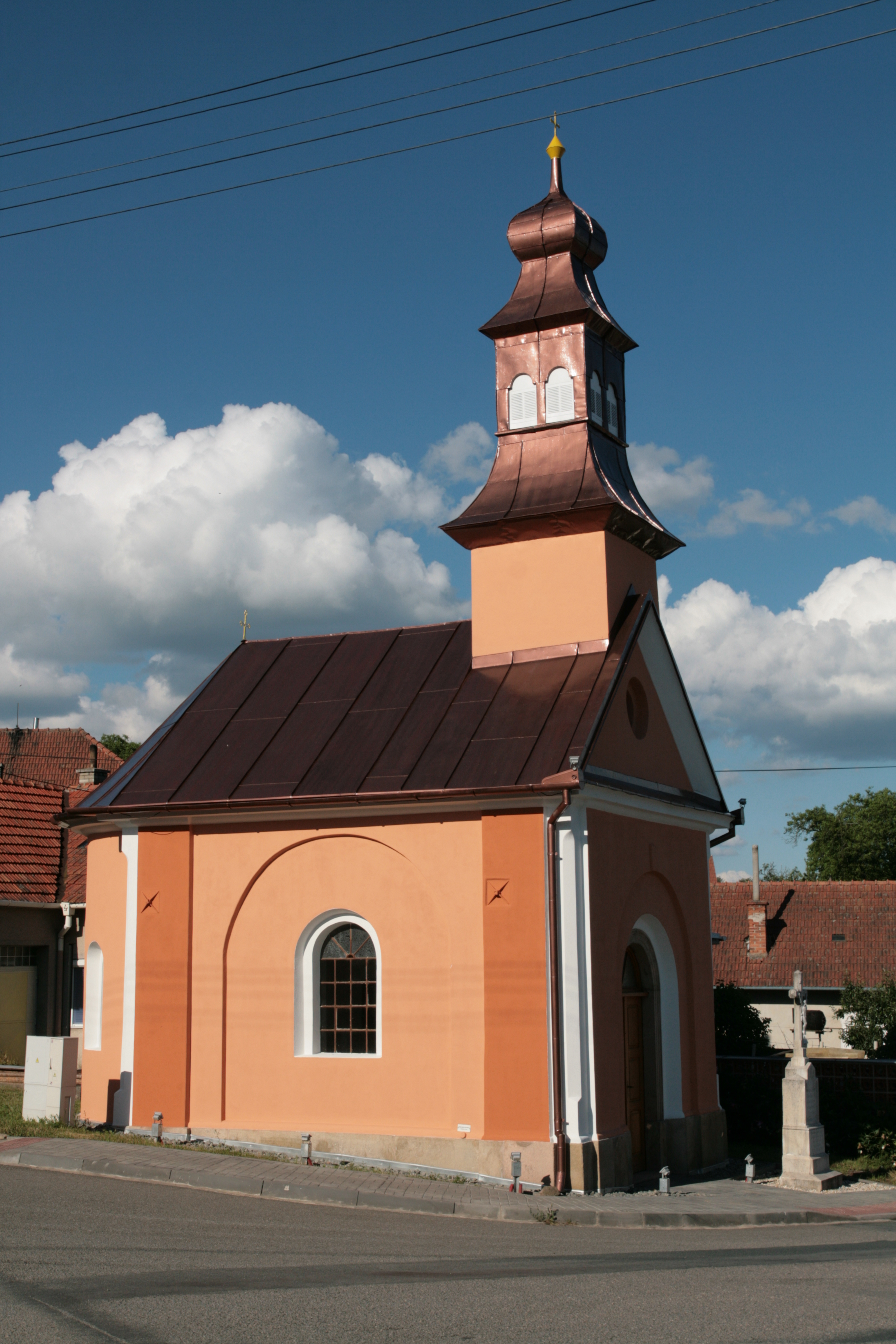
Kaple sv. Cyrila a Metoděje na návsi
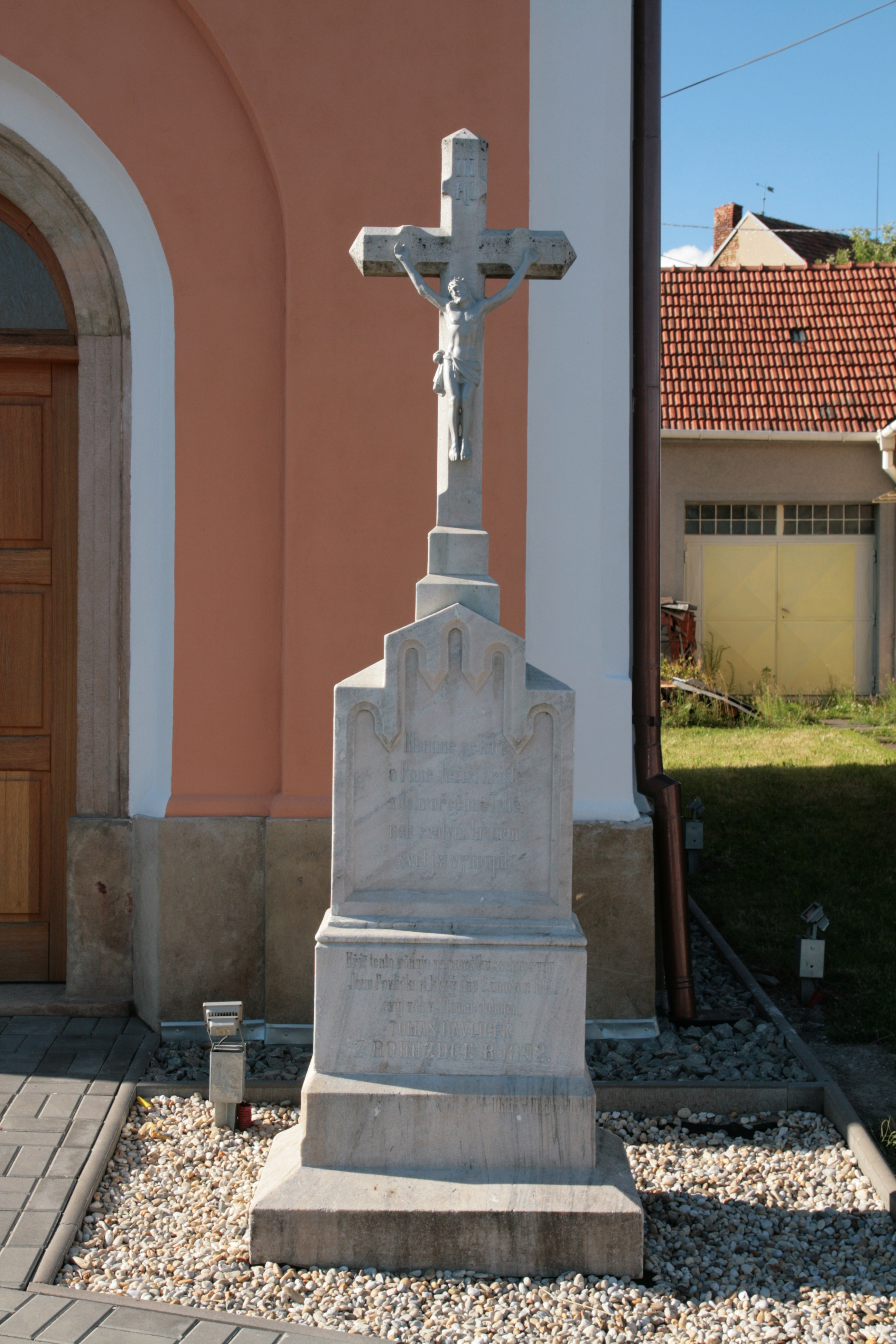
Kříž u kaple
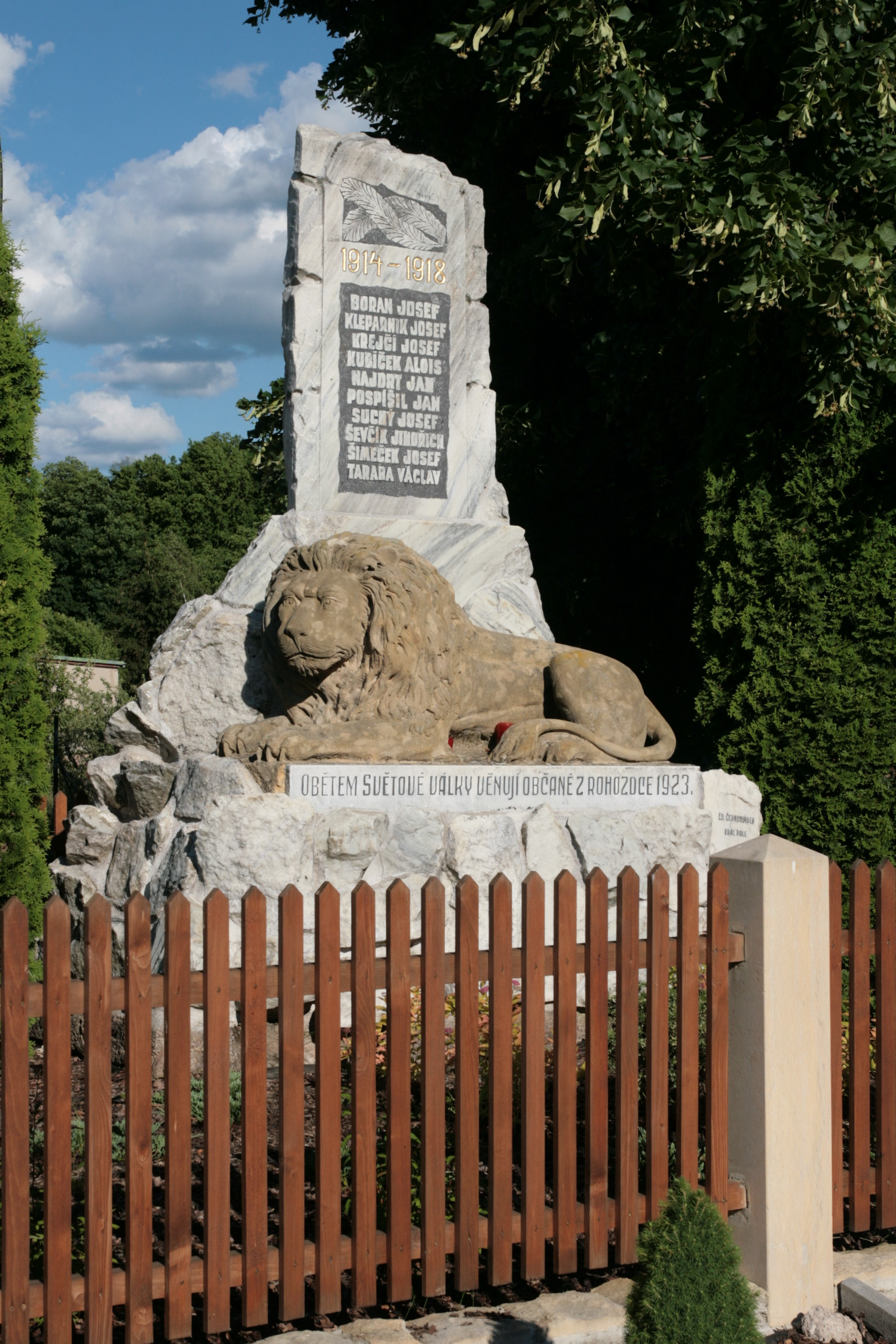
Pomník padlých v 1. světové válce
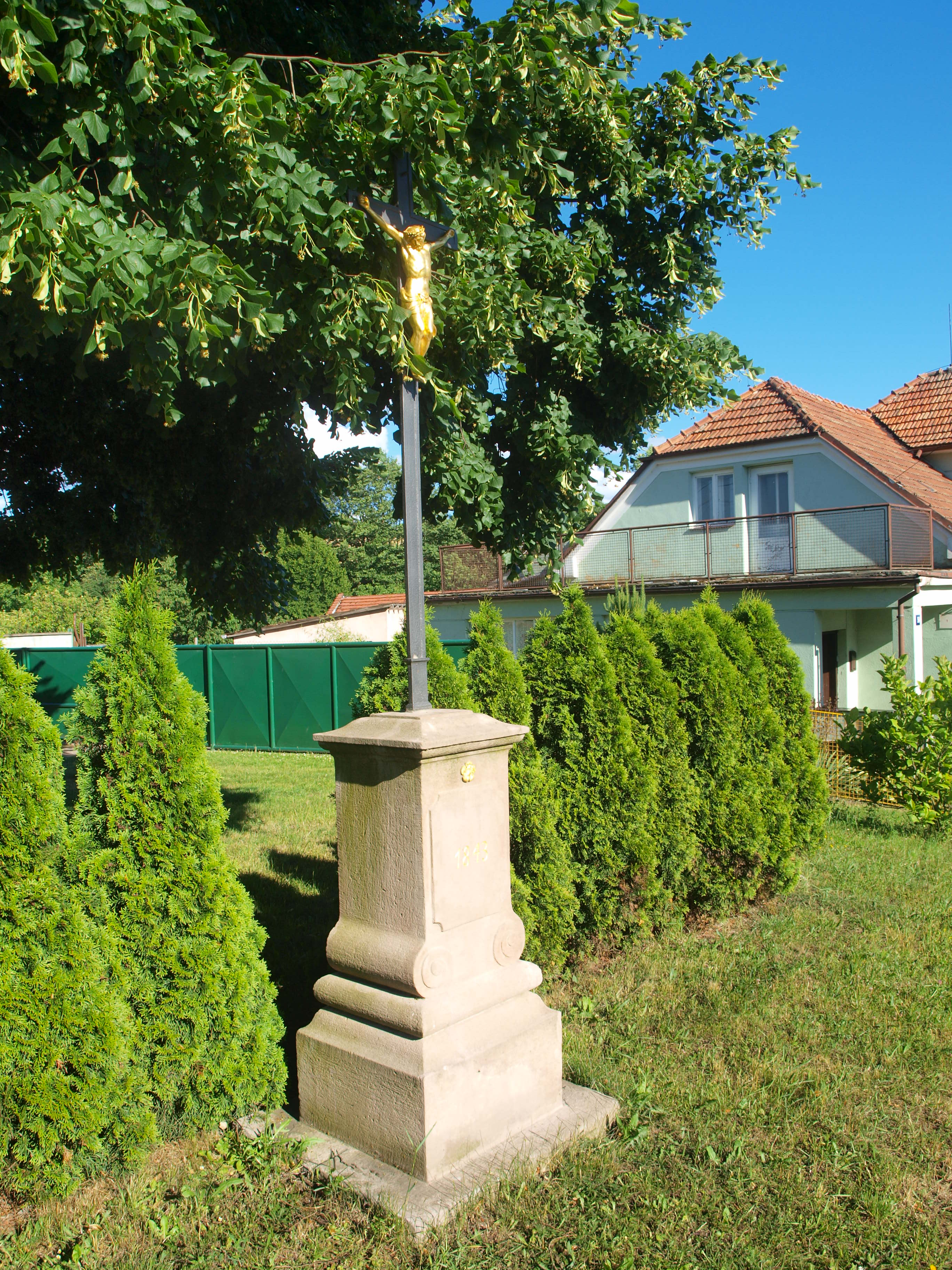
Kříž pod lípou u pomníku